# Дялу-Маре (Галіча, Вилча)
Дялу-Маре (рум. Dealu Mare) — село у повіті Вилча в Румунії. Входить до складу комуни Галіча.
Село розташоване на відстані 151 км на північний захід від Бухареста, 17 км на південь від Римніку-Вилчі, 80 км на північний схід від Крайови, 127 км на південний захід від Брашова.

## Населення
За даними перепису населення 2002 року у селі проживали 115 осіб, усі — румуни. Усі жителі села рідною мовою назвали румунську.